# Cestovní piškvorky

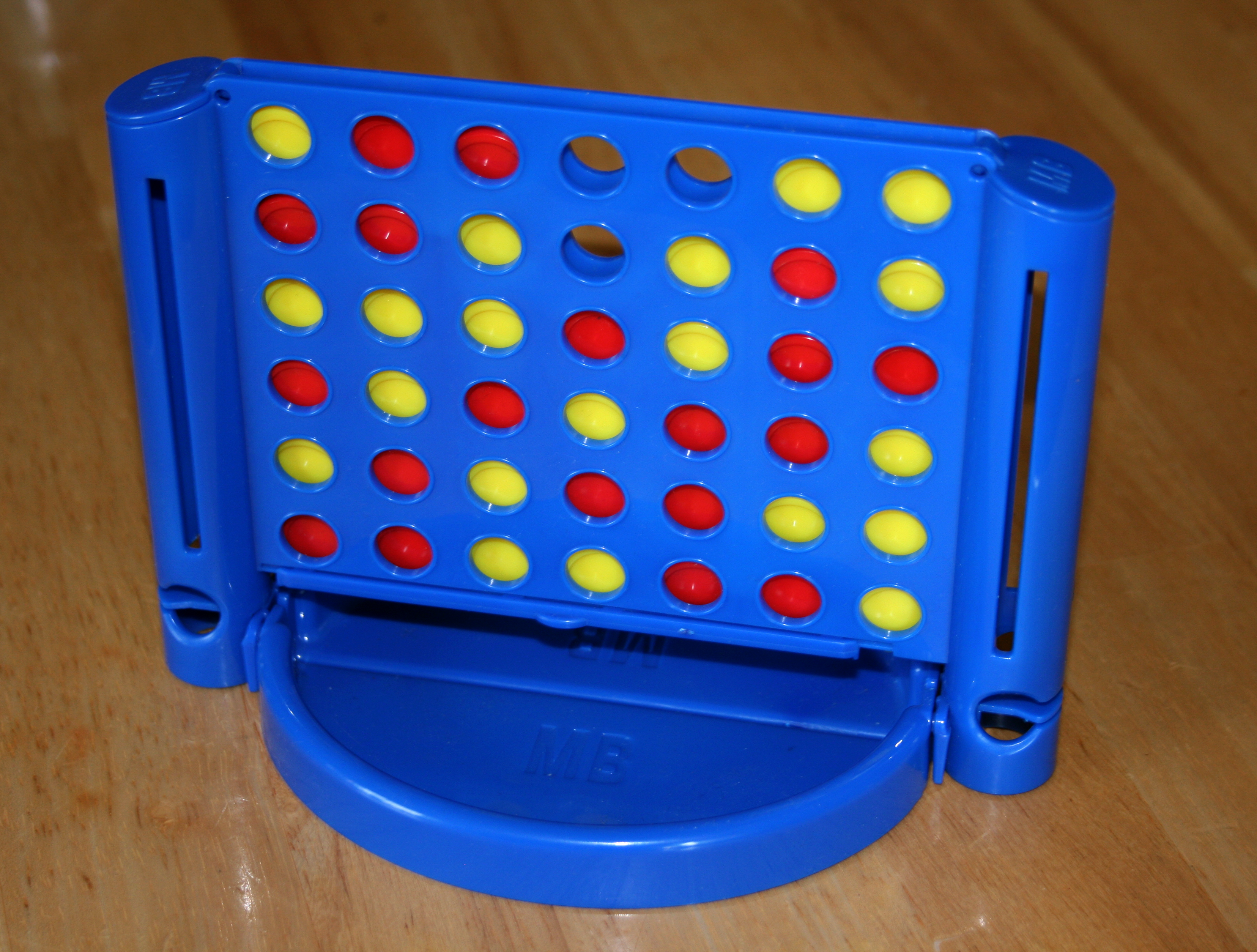
Cestovní piškvorky

Piškvorky (z angličtiny Connect Four) je název logické deskové hry pro dva hráče. Hra používá hrací desku (zpravidla sedm krát šest polí) a žetony/čipy dvou barev. Hráči se střídají ve vkládání žetonů své barvy. Vyhrává hráč, který dokáže poskládat čtyři žetony své barvy vedle sebe, v linii vodorovné, svislé nebo šikmé. Pokud je deska zcela plná a nikdo z hráčů svou sadu neposkládal, jde o remízu.
Piškvorky vynalezl Howard Wexler a Ned Strongin. Hra vyšla na svět v roce 1974. Obvyklá hrací doba je 1 až 5 minut.

## Různé pojmenování hry v angličtině
V angličtině není název této hry jednotný, nejčastěji užívaný název je Connect Four (volně přeloženo Připoj čtyři k sobě), ale existují alternativní názvy:
- Captain's Mistress (Kapitán Mistress)
- Four Up
- Plot Four
- Find Four
- Fourplay
- Four in a Row
- Four in a Line
- Gravitrips

V Česku styl hry připomínal strategickou hru se stejným cílem (s pěti prvky místo čtyř) – piškvorky – a tak se tento název zavedl.